# Kevin Cosgrove
Kevin Michael Cosgrove (6 de janeiro de 1955 – 11 de setembro de 2001) foi um executivo estadunidense de uma indústrias de seguros. Ele morreu nos ataques terroristas aos prédios do World Trade Center em 11 de setembro de 2001.
Cosgrove é reconhecido por ter feito uma chamada de emergência para o 911 (número de emergência dos Estados Unidos) durante os momentos finais da sua vida. A gravação dessa ligação foi usada durante o julgamento de Zacarias Moussaoui, o único terrorista julgado pelos ataques terroristas. Seu grito final de desespero no desabamento da Torre Sul do World Trade Center se tornou notícia nas principais manchetes internacionais.
Cosgrove foi Vice-Presidente da Aon Corporation. De Acordo com as gravações da chamada de emergência, que foram apresentadas durante o julgamento de Zacarias Moussaoui, ele estava no canto nordeste do 105º andar da Torre Sul.
Cosgrove informou que estava fazendo a chamada do escritório de John Ostaru e que com ele estavam mais duas pessoas. Ele menciona o nome de Doug Cherry como sendo uma dessas pessoas. A segunda pessoa frequentemente é aceita como sendo o próprio John Ostaru, já que a chamada estava sendo efetuada de seu escritório. No entanto Ostaru não está listado como vitima dos ataques. Ele disse para a telefonista : “Minha esposa pensa que eu estou bem, eu disse que estava saindo do prédio e que estava bem. Então bang!"
Quando o World Trade Center 2 estava prestes a cair, ele disse suas últimas palavras: "Olá! Nós estamos vendo... estamos vendo o Financial Center. Três de nós. Duas janelas quebradas”. Um segundo depois, ele grita: "Oh Deus!!! Oh..", no momento em que a Torre Sul entra em colapso.

## Vida
Cosgrove viveu em Long Island. Seus restos mortais foram encontrados nos escombros. Ele foi enterrado em 22 de setembro de 2001, no St Patrick Cemetery em Huntington, Nova Iorque. Ao morrer ele deixou a esposa, que é professora, e três filhos.